# Dewi Yuliawati
Dewi Yuliawati, född 2 juni 1997, är en indonesisk roddare.
Yuliawati tävlade för Indonesien vid olympiska sommarspelen 2016 i Rio de Janeiro, där hon slutade på 29:e plats i singelsculler.